# Ucidere în masă
Uciderea în masă înseamnă omorârea unui număr mare de oameni, acestă acțiune fiind dusă la îndeplinire de stat, un grup sau o singură persoană. Aceasta se deosebește de genocid, care este un termen mai restrâns, unde exterminarea este orientată în direcția unui grup etnic sau religios.

## Ucidere în masă efectuată de o persoană
Ca exemplu se pot da acțiunile teroriste, care produc o crimă în masă prin suicid cu exploadare unei bombe în mulțime, sau persoane cu tulburări psihice care produc de asemenea un masacru în masă.

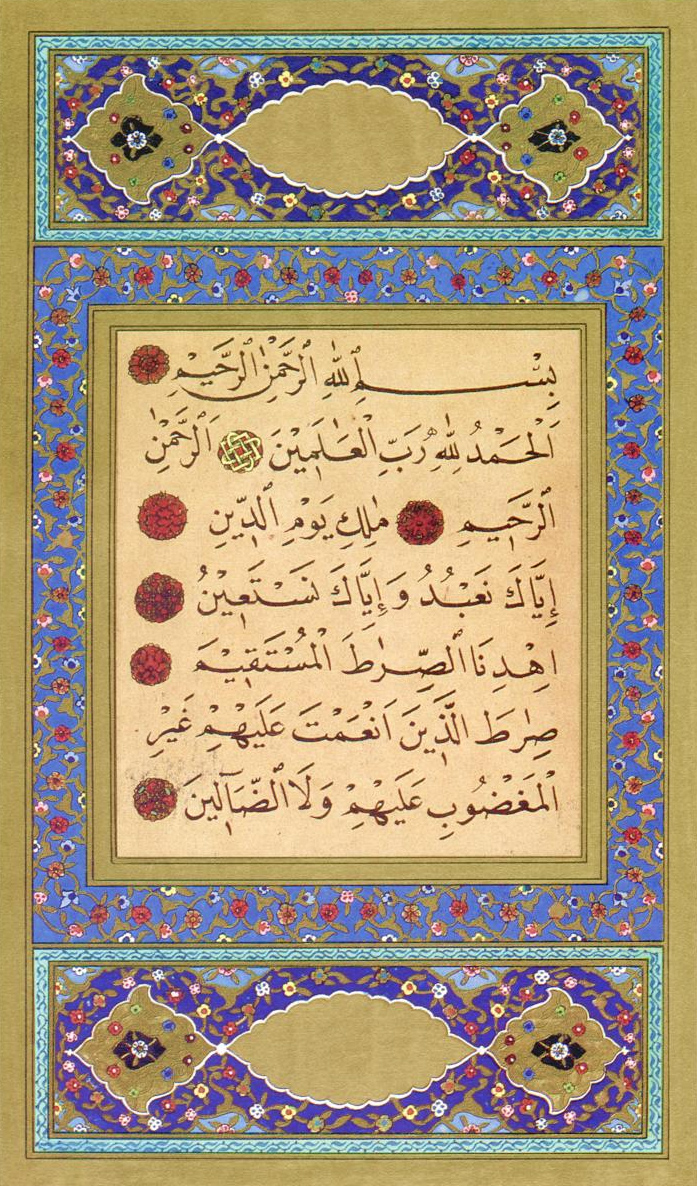
prima Sure al-Fatiha din Koran)

- Atacurile din Norvegia din 2011 efectuate de Anders Behring Breivik

## Ucidere în masă efectuată de stat sau biserică
- Prigonirea creștinilor (în Roma antică înainte de 311/13, în Persia în secolul al IV-lea, Yemen în secolul al VI-lea și țările islamice ca urmare a cruciadelor)
- 843 Teodora a II-a (soția împăratului bizantin Theophil I ; sau Teofilos (829 - 842) dă ordin de ucidere a peste 100.000 de paulicieni, o sectă dualistă "eretică".
- 1099 în timpul primei cruciade, după cucerirea Ierusalimului, ca. 30.000 - 70.000 de locuitori au fost masacrați
- 1209 cruciada franceză contra albigenilor, locuitori din sudul Franței (20.000 de morți)
- 1226 șahul horeșilor Persia masacrează din motiv religios 100.000 de georgieni
- 1474 - 1782 prin acțiunile inchiziției de prigonire a vrăjitoarelor au ucis ca. 40.000 - 60.000 de oameni
- 1572 în Noaptea Sfântului Bartolomeu (23/24 august) autoritățile franceze orchestrează uciderea a 3.000 - 10.000 de hughenoți (vezi și Henric al IV-lea al Franței)
- 1894 - 1896 - 1915 masacrarea armenilor de către turci (1.500.000 - 2.000.000 de victime)
- 1928 - 1953 sistemului stalinist cad jertfă peste 36 de milioane de oameni (printre care și prizonieri de război germani)
- 1933 - 1945 în Germania nazistă și pe teritoriul aliaților ei sunt exterminați peste 11 milioane de oameni de diferite naționalități, dintre care circa 6 milioane erau evrei
- 1939 - 1945 în Germania, prin programele „Kindereuthanasie“ și „Erwachseneneuthanasie“, sunt omorâți circa 5000 de copii și 70.000 de adulți handicapați
- 1943 - 1976 în China, prin „revoluția culturală” a lui Mao Zedong, sunt omorâți ca. 70 de milioane de oameni
- 1965 - 1966 regimul Sukarno din Indonezia, ca represalii pentru o lovitură de stat neizbutită, masacrează între 100.000 - 1 milion de oameni
- 1975 - 1979 peste 2 milioane de oameni sunt omorâți în lagărele comuniste din Cambodgia

Cei trei lideri care conduc pe lista crimelor în masă sunt Mao Zedong, Stalin și Hitler; ei fiind răspunzători de omorârea a peste 140 de milioane de oameni.

## Ucidere în masă efectuată în război
Se referă la masacrele populației civile sau a prinzionierilor, făptașii fiind considerați criminali de război.
- Masacrul de la Kraljevo și Kragujevac, (Iugoslavia) ca și masacrul de la Kondomari (insula Creta), de trupele germane în timpul celui de al doilea război mondial ca răspuns la acțiunile partizanilor
- Masacrul de la Katyń și Harkov (1940) a polonezilor de către armata sovietică stalinistă - 15 000 de morți
- Masacrul de la Nanking, al japonezilor (în 1937 cu 300 000 de morți chinezi)
- Masacrul de la Mỹ Lai efectuat de trupele SUA în 1968 asupra locuitorilor unui sat vietnamez
- Masacrul de la Srebenica din Bosnia (Iugoslavia) comis de trupele sârbești asupra populației civile locale (1995)
- Masacrele săvârșite de armata japoneză în Al Doilea Război Mondial, în China, Vietnam, Birmania, Coreea si alte state est-asiatice (peste 20.000.000 de morți).
- Masacrul de la Khojaly săvârșit de trupele armene și rusești între 23-26 februarie 1992 împotriva populației civile azere din orașul Khojaly.

## Ucidere în masă efectuată de teroriști

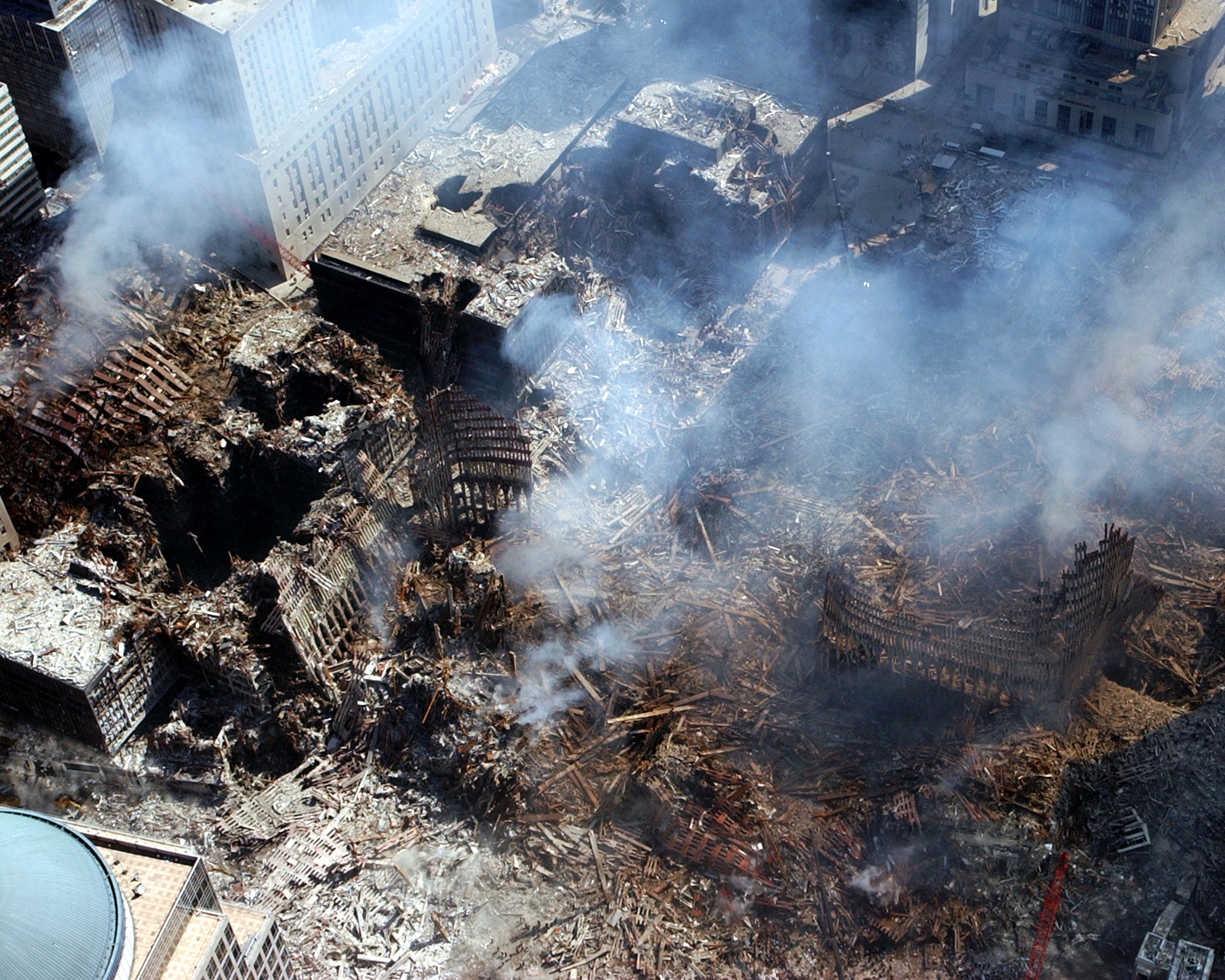
World Trade Center distrus în SUA

In ultimii ani s-au intensificat acțiunile teroriste, printre care cele mai importante sunt:
- 1980 Bologna
- 1988 Compania americană de aviație Pan-American
- 1995 Oklahoma SUA
- 2001 septembrie atentatul asupra „World Trade Center” și „Pentagonului” de către teroriști islamiști.
- 2002 Madrid
- 2005 Londra

## Ucidere în masă efectuată contra unor etnii
- pogrome (contra evreilor), uciderea armenilor, cruciade (contra musulmanilor, evreilor și creștinilor ortodocși) și în Ruanda (conflictul dintre gruparea etnică Hutu și Tutsi din 1994)